# 長崎市立図書館
長崎市立図書館（ながさきしりつとしょかん）は長崎県長崎市にある市立の公共図書館である。

## 歴史
2008年（平成20年）1月5日、長崎市興善町（こうぜんまち）の新興善小学校跡地に開館した。長崎駅・県庁・市役所・繁華街などから近い市の中心部、高台のオフィス街に位置する。この図書館の開館まで、日本の都道府県庁所在地のうち長崎市のみが市立図書館をもたなかった。この図書館の開館により、これまで長崎市の公民館図書室の中心となってきた長崎市図書センターは休館となった。開館後は1年間で入館者数118万人、貸出冊数163万点を記録している。
長崎市立図書館は日本で4番目、九州では初めてPFI方式で建設された図書館である。入札には三菱商事グループ（図書館運営：紀伊國屋書店）、九州電力グループ（同：日版図書館サービス・アシスト）、鹿島TRCグループ（同：図書館流通センター（TRC））の3者が参加し、鹿島TRCグループが落札した。総事業費は約103億円となっており、これは三菱商事グループや九州電力グループのプランとは20億円近い差があった。建設・運営については鹿島建設、上滝、長崎図書納本協同組合、図書館流通センター、富士通、太平ビルサービス、長崎菱興サービス、西日本菱重興産、三菱地所設計、安井建設設計事務所によって特別目的会社「長崎クロスライブラリー」を設立、これにあたっている。「図書館」の運営については図書館流通センターが15年契約（2022年まで）で委託されている。2023年1月に指定管理者制度を導入。

## 施設構造
地下1階、地上4階の鉄筋コンクリート構造の建物で敷地面積5,887平方メートル、延べ床面積11,659平方メートル。地下は64台分の駐車場、1階と2階のメインフロアが図書館となっており3階には事務室と書庫が、4階には自動化書庫がある。図書館のほかホールや集会施設と一体的に運営されており原子爆弾の被災後に救護所として使用されていた場所であることから、建設に際して市から条件として提示されていた「救護所メモリアル」も併設されている。図書館とコミュニティ施設と救護所メモリアルは建物全体を1階で十字に分割する通路「クロスロード」で隔てられ、内部でそれぞれが独立した構造になっている。
55万冊収容可能な「自動化書庫」を備え、蔵書収容能力は全体で80万冊となっている。閲覧室（1階・2階）の座席数はスツールを除いて380席。蔵書にはICタグが付けられており自動貸出機や盗難防止のゲートのほか、計画時には日本初となる予定であった（実際にはさいたま市立中央図書館が日本初となった）「自動返却仕分機」を設置している。建物の前面はガラス張りで、「緑化ルーバー」という植栽ポットを設置しテイカカズラなど3種類のつる植物を植えてある（壁面緑化）。屋上の一部も緑化されているほか、太陽電池も設置されている。
公共建築協会の第13回公共建築賞優秀賞を受賞している。

## サービス
開館時間
- 市立図書館：9:30〜20:00（生涯学習エリアは21:00まで）
- 香焼図書館：10:00〜18:00
- 公民館等図書室：図書室ごとに異なる（9:00〜16:30、9:00〜17:00、9:00〜22:00など）[9]。

休館日
- 市立図書館：火曜日、12月29日〜1月4日、特別整理期間（5日以内）、火曜祝日は開館
- 香焼図書館：月曜日、祝日、毎月25日
- 公民館等図書室：図書室ごとに異なる[9]。